# Pukinja
Pukinja (lat. Juniperus macrocarpa) je vrsta biljke iz roda Juniperus rasprostranjena diljem sjevernog dijela Mediterana.

## Opis
Raste u obliku manjeg grma visokog 2-5 metara, poprilično rijetko kao stabalce visoko do 14 metara. Listovi su igličasti, dosta mekani, 12-20 milimetara dugi, a široki tek 2-3 milimetra. Češer je bobičast, mesnat, te dosta krupan. Promjera je 1.2-1.5 centimetara. Boja mu je crvenosmeđa ili tamno sivosmeđa, bez sjaja. Sastavljen je od tri do šest ljusaka. U bobičastom češeru nalaze se po tri sjemenke.
Pukinja je vrlo slična smriču, pa ju neki autori smatraju njezinom podvrstom, iako nedavna genetička proučavanja pokazuju da se njihov DNK razlikuje.

## Stanište
Obično raste na obalnim područjima pješčanih sipina do 75 metara nadmorske visine. Raste dosta sporo, te je osjetljivija na niske temperature od smriča, ali može podnositi veliku sušu.
U Hrvatskoj raste u vazdazelenim šumama hrasta crnike, znatno rjeđe u listopadnim šumama. Češća je u makijama dalmatinskih otoka nego na obalnom području. Može se naći i u Istri.

## Sinonimi
- Juniperus attica Orph.
- Juniperus biasolettii Link
- Juniperus elliptica Carrière
- Juniperus lobelii Guss.
- Juniperus neaboriensis P.Lawson ex Gordon & Glend.
- Juniperus oblongata Guss.
- Juniperus oxycedrus var. macrocarpa (Sm.) Silba
- Juniperus sphaerocarpa Antoine
- Juniperus umbilicata Godr.
- Juniperus willkommii Antoine

## Vanjske poveznice
|  | Zajednički poslužitelj ima stranicu o temi Pukinja    |
|  | Zajednički poslužitelj ima još gradiva o temi Pukinja |
|  | Wikivrste imaju podatke o taksonu Pukinja             |